# Дуел
Вижте пояснителната страница за други значения на Дуел.
Дуел е битка между двама души с уговорени предварително между тях строги правила. И двамата имат един и същи вид оръжие и са поставени при равни начала, доколкото това е възможно. Дуелите не са законово положение, а са провеждани по инициатива на отделни личности и обикновено за възстановяване на честта на единия от дуелистите, когато тя е била накърнена. Дуелите са практикувани между 15-и и 20 век. Постепенно биват забранявани. Много често дуелите се асоциират с аристокрацията, макар това да не е винаги така.

## Оръжие
В дуелите се използва хладно (шпага, рапира, сабя) или огнестрелно оръжие (пистолет), като по правило двамата дуелисти ползват еднакво оръжие.

## Известни дуелисти
- Михаил Лермонтов
- Александър Пушкин
- Александър Хамилтън
- Ото Скорцени
- Ламартин
- Виктор Юго
- Александър Дюма
- Марсел Пруст